# Eleições gerais no Brasil em 1994

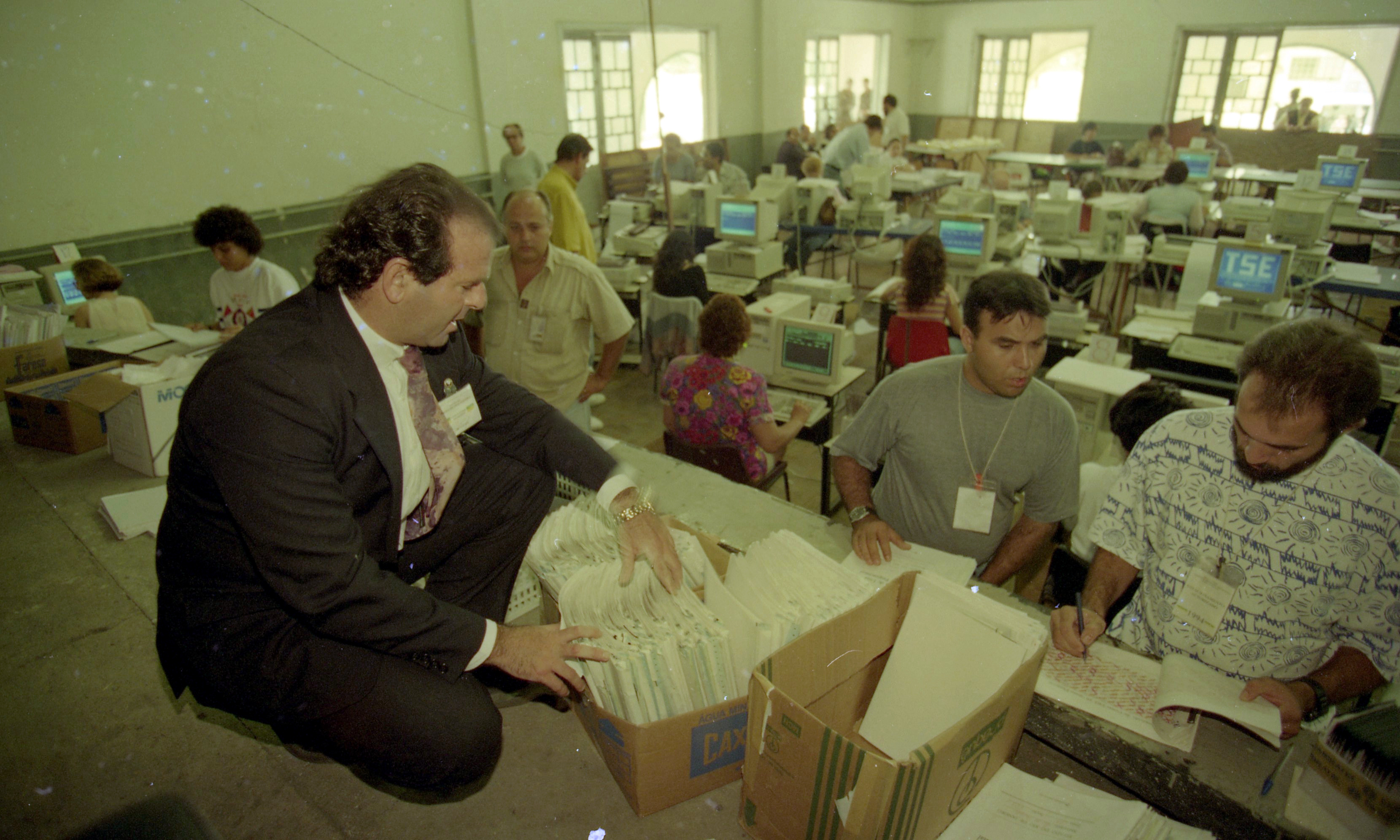
Luiz Fux, juiz eleitoral, supervisionando a apuração de votos em zona eleitoral do Rio de Janeiro

Em 1994 foram realizadas eleições gerais no Brasil simultaneamente com a disputa presidencial. Foram renovados vinte e sete governos estaduais, dois terços do Senado Federal, a Câmara dos Deputados e os legislativos estaduais. O primeiro turno ocorreu em 3 de outubro (segunda-feira) e o segundo em 15 de novembro (terça-feira). 

Coube ao PMDB um total de nove governadores seguido do PSDB com seis dentre os quais os maiores estados da federação: (São Paulo, Minas Gerais e Rio de Janeiro). Com dois governadores o PFL foi quem mais perdeu espaço político em quatro anos visto que em 1990 triunfou em um terço dos estados, ao passo que o PT chegou ao poder no Distrito Federal e no Espírito Santo. Já os governadores do PDT seguiam uma trilha distinta da liderança de Leonel Brizola. Ressalte-se que dentre os eleitos havia cinco prefeitos de capitais vitoriosos em 1988.

## Governadores eleitos
| Bandeira | Estado              | UF | Governador            | Partido | Vice-governador         | Coligação                                                 |
| -------- | ------------------- | -- | --------------------- | ------- | ----------------------- | --------------------------------------------------------- |
|          | Acre                | AC | Orleir Cameli         | PPR     | Labib Murad             | PPR, PP e PFL                                             |
|          | Alagoas             | AL | Divaldo Suruagy       | PMDB    | Manoel de Barros        | PMDB, PTB, PSB, PL, PCdoB e PSD                           |
|          | Amapá               | AP | João Capiberibe       | PSB     | Hildegardo Alencar      | PSB, PT, PDT, PCdoB e PV                                  |
|          | Amazonas            | AM | Amazonino Mendes      | PPR     | Alfredo Nascimento      | PPR, PFL, PSDB, PTB, PDT e PP                             |
|          | Bahia               | BA | Paulo Souto           | PFL     | César Borges            | PFL, PTB, PL, PP e PSC                                    |
|          | Ceará               | CE | Tasso Jereissati      | PSDB    | Moroni Torgan           | PSDB, PDT e PTB                                           |
|          | Distrito Federal    | DF | Cristovam Buarque     | PT      | Arlete Sampaio          | PT, PSB, PCdoB, PPS e PSTU                                |
|          | Espírito Santo      | ES | Vítor Buaiz           | PT      | Renato Casagrande       | PT, PSB e PCdoB                                           |
|          | Goiás               | GO | Maguito Vilela        | PMDB    | Naphtali Alves de Souza | PMDB, PL, PRN e PRP                                       |
|          | Maranhão            | MA | Roseana Sarney        | PFL     | José Reinaldo Tavares   | PFL, PMDB, PCdoB, PTB, PP, PSC, PL, PRP                   |
|          | Mato Grosso         | MT | Dante de Oliveira     | PDT     | Márcio Lacerda          | PDT, PMDB, PSDB, PT, PSB, PCdoB, PPS, PSC, PV e PMN       |
|          | Mato Grosso do Sul  | MS | Wilson Martins        | PMDB    | Antônio Braz            | PMDB, PSDB, PSB, PCdoB, PL, PV e PSD                      |
|          | Minas Gerais        | MG | Eduardo Azeredo       | PSDB    | Walfrido Mares Guia     | PSDB, PTB e PL                                            |
|          | Pará                | PA | Almir Gabriel         | PSDB    | Hélio Gueiros Júnior    | PSDB, PFL, PDT, PTB, PSB, PPS, PCdoB, PCB                 |
|          | Paraíba             | PB | Antônio Mariz         | PMDB    | José Maranhão           | PMDB, PSDB, PPS, PSC, PP, PSD e PRP                       |
|          | Paraná              | PR | Jaime Lerner          | PDT     | Emília Belinati         | PDT, PFL, PSDB, PTB e PV                                  |
|          | Pernambuco          | PE | Miguel Arraes         | PSB     | Jorge José Gomes        | PSB, PT, PDT, PCdoB, PPS, PV e PMN                        |
|          | Piauí               | PI | Mão Santa             | PMDB    | Osmar Araújo            | PMDB, PSDB, PDT, PCdoB, PPS e PMN                         |
|          | Rio de Janeiro      | RJ | Marcelo Alencar       | PSDB    | Luiz Paulo              | PSDB, PFL, PP e PL                                        |
|          | Rio Grande do Norte | RN | Garibaldi Alves Filho | PMDB    | Fernando Freire         | PMDB, PPR e PSDB                                          |
|          | Rio Grande do Sul   | RS | Antônio Brito         | PMDB    | Vicente Bogo            | PMDB, PSDB e PL                                           |
|          | Rondônia            | RO | Valdir Raupp          | PMDB    | Aparício Carvalho       | PMDB, PSDB e PSB                                          |
|          | Roraima             | RR | Neudo Campos          | PTB     | Airton Soligo           | PTB, PSC e PRN                                            |
|          | Santa Catarina      | SC | Paulo Afonso Vieira   | PMDB    | José Augusto Hülse      | PMDB, PV, PMN, PRP, PSD e PTRB                            |
|          | São Paulo           | SP | Mário Covas           | PSDB    | Geraldo Alckmin         | PSDB e PFL                                                |
|          | Sergipe             | SE | Albano Franco         | PSDB    | José Carlos Machado     | PSDB, PFL, PMDB, PPR, PTB, PPS, PL, PSC, PTdoB, PSD e PRP |
|          | Tocantins           | TO | Siqueira Campos       | PPR     | Raimundo Boi            | PPR, PFL, PTB, PMN, PV e PP                               |

## Senadores eleitos
Foram renovados dois terços do Senado Federal cabendo ao PMDB (14) e ao PFL (11) as maiores bancadas dentre as onze legendas que conquistaram ao menos um assento.
| Bandeira | Estado              | UF | Senadores                                   | Partido   | Suplentes                                |
| -------- | ------------------- | -- | ------------------------------------------- | --------- | ---------------------------------------- |
|          | Acre                | AC | Nabor Júnior Marina Silva                   | PMDB PT   | Armando Nascimento -                     |
|          | Alagoas             | AL | Renan Calheiros Teotônio Vilela Filho       | PMDB PSDB | Djalma Falcão Geraldo Lessa              |
|          | Amapá               | AP | Gilvam Borges Sebastião Rocha               | PMDB PDT  | - Maria Jucá                             |
|          | Amazonas            | AM | Bernardo Cabral Jefferson Peres             | PP PSDB   | Leopoldo Peres -                         |
|          | Bahia               | BA | Antônio Carlos Magalhães Waldeck Ornelas    | PFL       | Antônio Carlos Júnior Djalma Bessa       |
|          | Ceará               | CE | Lúcio Alcântara Sérgio Machado              | PDT PSDB  | Luiz Girão Esmerino Arruda               |
|          | Distrito Federal    | DF | José Roberto Arruda Lauro Campos            | PP PT     | Lindberg Aziz Cury Ulisses Riedel        |
|          | Espírito Santo      | ES | Gérson Camata José Ignácio Ferreira         | PMDB PSDB | - Ricardo Santos                         |
|          | Goiás               | GO | Iris Rezende Mauro Miranda                  | PMDB      | Otoniel Machado Albino Boaventura        |
|          | Maranhão            | MA | Alexandre Costa Edison Lobão                | PFL       | Belo Parga José Teixeira                 |
|          | Mato Grosso         | MT | Carlos Bezerra Jonas Pinheiro               | PMDB PFL  | Elói Almeida -                           |
|          | Mato Grosso do Sul  | MS | Lúdio Coelho Ramez Tebet                    | PSDB PMDB | Jorge Haddad -                           |
|          | Minas Gerais        | MG | Arlindo Porto Francelino Pereira            | PTB PFL   | Regina Assumpção -                       |
|          | Pará                | PA | Ademir Andrade Jader Barbalho               | PSB PMDB  | João Augusto Figueiredo Fernando Ribeiro |
|          | Paraíba             | PB | Humberto Lucena Ronaldo Cunha Lima          | PMDB      | Wellington Roberto Silva Júnior          |
|          | Paraná              | PR | Osmar Dias Roberto Requião                  | PP PMDB   | Nivaldo Krüger -                         |
|          | Pernambuco          | PE | Carlos Wilson Roberto Freire                | PSDB PPS  | Clodoaldo Torres Valdemar Rodrigues      |
|          | Piauí               | PI | Freitas Neto Hugo Napoleão                  | PFL       | Elói Portela Benício Sampaio             |
|          | Rio de Janeiro      | RJ | Artur da Távola Benedita da Silva           | PSDB PT   | Nilo Campos Geraldo Cândido              |
|          | Rio Grande do Norte | RN | Geraldo Melo José Agripino Maia             | PSDB PFL  | Manoel Torres Janilson Ferreira          |
|          | Rio Grande do Sul   | RS | Emília Fernandes José Fogaça                | PTB PMDB  | Luiz Tirello Guerino Pizone              |
|          | Rondônia            | RO | Ernandes Amorim José Bianco                 | PDT       | Fernando Matusalém Moreira Mendes        |
|          | Roraima             | RR | Marluce Pinto Romero Jucá                   | PTB PPR   | Cirlene Salomão -                        |
|          | Santa Catarina      | SC | Casildo Maldaner Vilson Kleinubing          | PMDB PFL  | Henrique Loiola Geraldo Althoff          |
|          | São Paulo           | SP | José Serra Romeu Tuma                       | PSDB PL   | Pedro Piva Lincoln Cunha Pereira         |
|          | Sergipe             | SE | Antônio Carlos Valadares José Eduardo Dutra | PP PT     | - Valdiolândia Teófilo                   |
|          | Tocantins           | TO | Carlos Patrocínio Leomar Quintanilha        | PFL PPR   | - Totó Cavalcante                        |

## Câmara dos Deputados em 1994
| Partidos   | Cadeiras |
| PMDB       | 107      |
| PFL        | 89       |
| PSDB       | 63       |
| PPR        | 51       |
| PT         | 50       |
| PP         | 34       |
| PDT        | 34       |
| PTB        | 32       |
| PSB        | 15       |
| PL         | 13       |
| PCdoB      | 10       |
| PMN        | 4        |
| PSC-PSD    | 3        |
| PPS        | 2        |
| PV-PRP-PRN | 1        |
| Total      | 513      |